# Eyes Closed (Imagine Dragons)
Eyes Closed è un singolo del gruppo musicale statunitense Imagine Dragons, pubblicato il 3 aprile 2024 come primo estratto dal settimo album in studio Loom.

## Descrizione
È stato definito come un mix di rock alternativo, rap e pop con delle incursioni dubstep.
Il 3 maggio 2024 viene pubblicata una versione remix del brano con J Balvin.

## Video musicale
Il video è stato pubblicato in concomitanza con l'uscita del singolo, diretto da Andrew Donoho invece la versione remix è stato diffuso il 3 maggio 2024 diretto da Matt Eastin.

## Tracce
1. Eyes Closed – 3:20
2. Eyes Closed (feat. J Balvin) – 3:20